# Irrumação

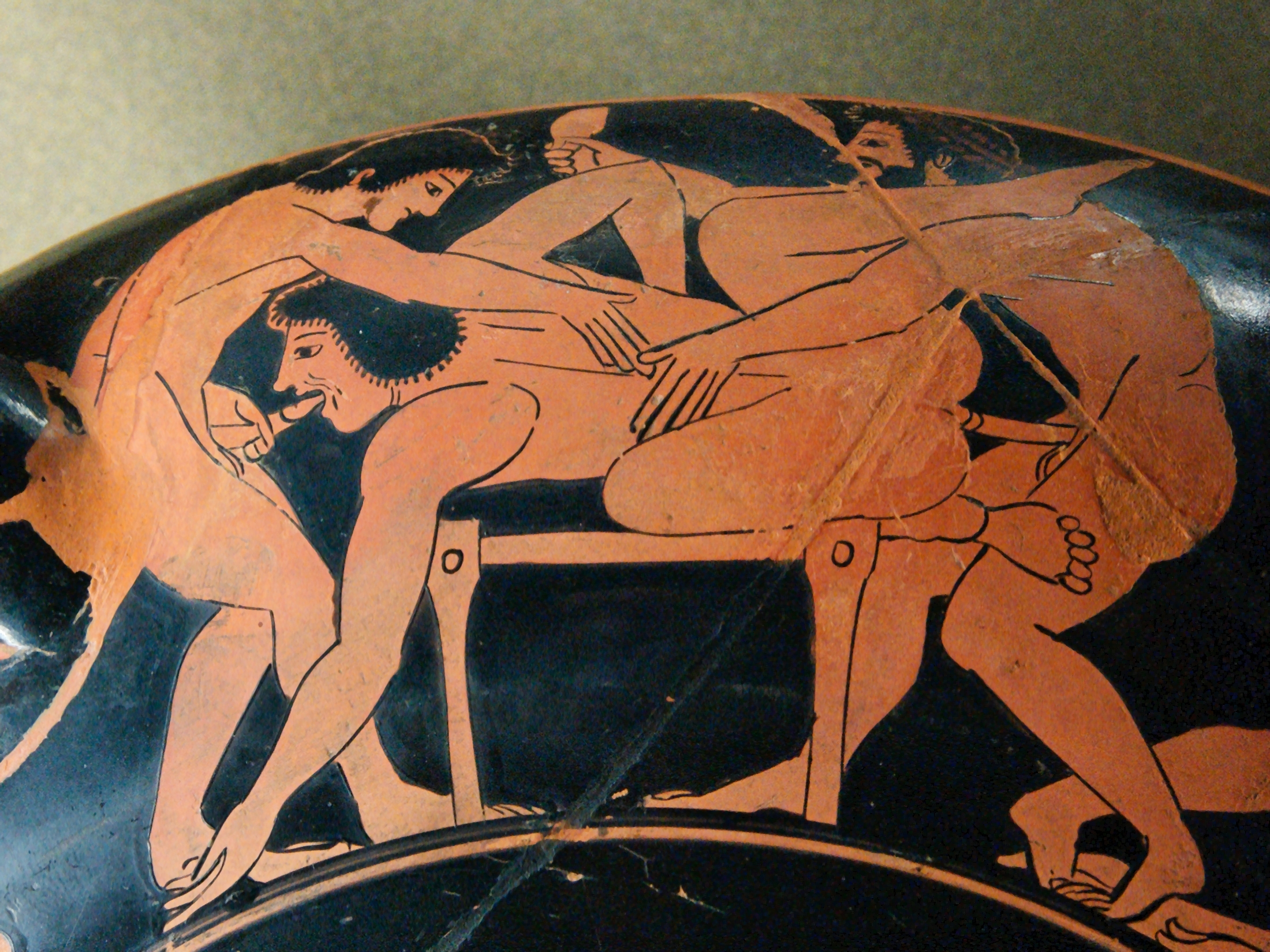
Imagem mostrando homem colocando seu penis na boca de outra pessoa

Irrumação (do latim Irrumatio) é o  ato de empurrar o pênis na boca do(a) parceiro(a), entre as coxas, ou entre o abdome . No Vocabulário sexual da Roma antiga, irrumatio é estritamente uma forma de impurum, em que um homem forçava seu pênis na boca de alguém.
"A terminologia erotica latina distingue dois atos. O primeiro, fellation (felação), em que o pênis é estimulado por via oral pelo(a) parceiro(a) sexual. O segundo, irrumation( irrumação), em que o irrumador, se engaja, movendo os quadris e o corpo em um ritmo de sua própria escolha". Um sinônimo latino - para "irrumador" é labda (Varr. ap. Não. 70,11; Aus. Epigr. 126).

## Referencias
1. ↑  «irrumatio in Sex-Lexis»
2. ↑  Amy Richlin, "The Meaning of irrumare in Catullus and Martial", Classical Philology 76.1 (1981) 40–46.
3. ↑  G., Legman. Oragenitalism: Oral Techniques in Genital Excitation. [S.l.: s.n.]
4. ↑  Charlton T. Lewis & Charles Short : A Latin Dictionary. Oxford, at the Clarendon Press. (s.v [necessário esclarecer] "2. labda").